# Franklin Clinton
Pour les articles homonymes, voir Clinton.
Franklin Clinton est un des personnages principaux du jeu Grand Theft Auto V, septième épisode de la série Grand Theft Auto.
Ce personnage est doublé par l'acteur et rappeur afro-américain Shawn Fonteno.

## Caractéristiques

### Description
Franklin est un jeune afro-américain qui rêve de devenir un criminel réputé de Los Santos. Il est chargé de voler des voitures pour un certain Simeon Yetarian, mais son ambition lui fera vite changer son statut. Après avoir rencontré Michael, un braqueur autrefois réputé, les deux deviennent comme père et fils. Franklin braquera les plus grandes entreprises aux côtés de Michael et de Trevor.

### Compétence spéciale
Tout comme les 2 autres protagonistes, le personnage possède une compétence spéciale.
Franklin est un conducteur expérimenté avec d'excellents réflexes au volant. Sa compétence spéciale lui permet de ralentir le temps quand il roule sur n'importe quelle route, il peut ainsi se faufiler dans le trafic et prendre des virages à grande vitesse. Roulez à grande vitesse, à contresens et évitez les collisions pour remplir la jauge de compétence spéciale.

## Apparition

### Grand Theft Auto V
Franklin est un jeune Afro-Américain dans la vingtaine et membre d'un gang de rue, vivant dans le quartier pauvre de South Los Santos avec sa tante Denise qui le traite souvent comme un chien. Franklin travaille pour un concessionnaire automobile arménien et effectue des saisies de véhicules (quitte à les voler) avec son ami Lamar Davis. Durant le trajet après avoir pris en possession le SUV de Jimmy De Santa, le fils de Michael de santa , ce dernier (qui est dissimulé sur la banquette arrière) braque son arme sur Franklin et le contraint à défoncer la vitrine du concessionnaire. Après quoi Franklin fut congédié.
Sans emploi et lassé des coups de son gang qui se terminent toujours par des fusillades, Franklin rend visite à Michael pour lui demander du boulot, celui-ci accepta de lui venir en aide (puisqu'il est en partie responsable de la perte de son emploi). À la suite de la démolition de la résidence secondaire de Martin Madrazo, un important caïd de Los Santos, Franklin aide Michael à participer au braquage d'une des plus grosses bijouteries de la ville pour payer les pots cassés. Satisfait de son coup, Michael considère Franklin comme son fils spirituel.
Il fait ensuite la connaissance de Trevor Philips, un ancien partenaire de Michael à l'époque. Les agents du FIB obligent Franklin, Michael et Trevor à faire équipe pour effectuer des missions périlleuses, incluant le braquage de Paleto Bay. Franklin se fait plus d'argent comme tueur à gages pour Lester, le cerveau du groupe.
Franklin s'installe dans le quartier de Vinewood Hills dans une villa, il prend aussi possession de Chop, le rottweiler de Lamar. À la suite de la disparition de Michael (enlevé par les triades) Franklin le retrouve avec l'aide de Lester.
Il participe à l'attaque des bureaux du FIB pour pirater leurs données informatiques et termine avec le très spectaculaire braquage de l'Union Depository. Franklin subit des pressions par Devin Weston, le principal actionnaire de Merryweather, un commando armé chargé de la sécurité nationale, l'obligeant à éliminer ou Michael ou Trevor. Le joueur doit alors faire un choix mais il peut néanmoins tenter de les sauver. Mais Lester lui a proposé un troisième choix.

### Grand Theft Auto Online
Annoncé à travers une bande-annonce le 8 décembre 2021 par Rockstar Games, Franklin Clinton apparait dans GTA: Online comme l'un des personnages principaux de l'extension Le Contrat, une mise à jour centrée sur l'histoire qui ajoute une nouvelle entreprise, F. Clinton and Partner, une agence de solutions pour célébrités dirigée par ce dernier après les évènements de Grand Theft Auto V. Le premier client de haut niveau de l'agence est Dr. Dre, qui s'est fait voler son téléphone contenant de la musique inédite et a besoin de le récupérer avant que les morceaux ne soient divulgués. Les missions ajoutées avec Le Contrat sont structurés de la même manière que les braquages antérieurs, en ce sens que les joueurs doivent effectuer plusieurs tâches d'enquête préalables avant de pouvoir récupérer la musique volée. Outre les missions liées au Dr. Dre, la mise à jour fournit également des tâches plus petites telles que des contrats en mode libre (qui augmentent les revenus passifs générés par l'agence au fil du temps), assassinats payés par téléphones ainsi qu'un scénario en trois missions (tous réunis sous le nom de Réminiscence) tournant autour de la nouvelle entreprise de cannabis, LD Organics, où les joueurs peuvent carrément incarner Franklin ou son ami Lamar, à la manière du mode histoire, mais en absence de compétence spéciale.

## Choix s'imposant au personnage
Ce choix s'impose après les événements du braquage de l'Union Depository, quand Devin Weston rend visite à Franklin dans sa villa de Vinewood Hill.

### Tuer Michael
Si Franklin décide de tuer Michael, son meilleur ami, ce dernier qui a senti le piège pense que Franklin est envoyé par Trevor pour l'éliminer, suivi d'une course-poursuite et qui se termine dans une centrale électrique, du haut d'une grande cheminée. Après une violente bagarre, Franklin pousse Michael vers le vide, qui le retient par la main, il a le choix de le relâcher ou de lui sauver la vie. Le résultat est identique car Michael chute et meurt sur le coup. Après la mission, dans le mode libre, Franklin reçoit un e-mail de Lester pour savoir ce qui s'est réellement passé avec Michael, et doit envoyer l'argent du braquage à Amanda et à ses enfants Tracey et Jimmy.
Par la suite, Amanda, la veuve de Michael, envoie à Franklin un message haineux, qui l'accuse du meurtre de son mari et le menace de mort si jamais elle le croise sur son chemin.
Jimmy, le fils du défunt, appelle Franklin au téléphone pour lui reprocher la mort de son père et qui ne le pardonnera jamais. Trevor, lui aussi exprime sa haine envers Franklin pour la mort de Michael

### Tuer Trevor
Si Franklin fait le choix de tuer Trevor, il doit compter sur l'aide de Michael pour arrêter la fuite de Trevor. Après que Trevor et sa camionnette soit entré en collision avec un camion-citerne, tout le réservoir de carburant est versé sur Trevor. Franklin doit lui tirer une balle ou lui laisser la vie sauve, mais Michael préfère de tuer son ancien partenaire si Franklin refuse de l'achever.
À la fin de la mission, Franklin tentait de raisonner Michael que Trevor est un pote fiable mais Michael ne veut rien savoir et considère toujours Trevor comme un véritable cancer. Son amitié avec Michael prit fin de façon abrupte et ne seront jamais réconciliés. Dans le mode libre, les deux protagonistes qui se croisent s'échangent des mots durs à chaque fois qu'ils se revoient par hasard, ils ont déjà décidé de couper les ponts et de ne plus jamais s'adresser la parole.

### Sauver les deux
Au lieu de tuer l'un de ses amis, Franklin doit parler avec Lester sur la situation. Lester incite Franklin à choisir entre Michael ou Trevor pour le sale boulot, mais il y a une solution car il invite les deux à un rendez-vous dans une fonderie pour le partage du butin du dernier coup. Franklin et Lester ont comme idée de faire un traquenard aux hommes de Devin Weston avec Michael et Trevor.
Après avoir exterminé tout le commando, les trois comparses veulent en finir avec leurs ennemis respectifs ; Franklin se charge de tuer Wei Cheng, le chef des triades ; Michael va s'occuper de Stretch, l'ancien partenaire de Franklin ; Trevor va prendre Steve Haines qui est en plein tournage de son émission dans la grande roue de la fête forraine en lui tirant une balle dans la tête et qui part chez Devin Weston pour l'enlever. Le trio se retrouve au bord d'une falaise avec Weston dans le coffre de sa voiture et ils poussent le véhicule vers le vide, suivi d'une explosion.
La mission s'est bien terminée et les trois protagonistes conservent leur amitié et reprennent contact à chaque occasion dans le mode libre.